# Hvalvatn
Hvalvatn (IJslands voor Walvismeer) is een meer in het westen van IJsland, op enkele kilometers ten oosten van het Hvalfjörður fjord. Het ligt ten oosten van de Hvalfell vulkaan. De wateroppervlakte van het meer bedraagt 4,1 km² en de maximale diepte is 160 meter. De rivier Botnsá is de waterafvoerende rivier die uit het Hvalvatn meer stroomt om zich vervolgens via de Glymur, met zijn 196 meter de op een na hoogste waterval van het land, naar beneden te storten. Er lopen niet al te goed begaanbare wandelpaden naar zowel de waterval als naar het meer.